# Hussborg GK
Hussborg GK är en golfklubb belägen i Hussborg, kring 25 kilometer öster om Ånge. Klubben har runt 500 medlemmar.

## Banan
Banan är en parkbana som till stora delar omges av ängar. Banan består av 8 vattenhinder och 44 bunkrar. De första nio hålen blev spelklara 1993 och de sista nio hålen blev spelklara 1999. Klubbhuset är Hussborgs Herrgård som omgärdas av golfbanan.